# Peridroma decolor
Peridroma decolor là một loài bướm đêm trong họ Noctuidae.